# Sanok (comune rurale)
Sanok è un comune rurale polacco del distretto di Sanok, nel voivodato della Precarpazia.
Ricopre una superficie di 231,38 km² e nel 2004 contava 16 597 abitanti.
Il capoluogo è Sanok, che non fa parte del territorio ma costituisce un comune a sé.